# René Allio
René Allio (Marsella, 3 d'agost de 1924 − París, 27 de març de 1995) fou un director de cinema i de teatre francès.

Va dirigir la seva primera pel·lícula l'any 1963, el curtmetratge La meule i el seu primer llargmetratge el 1965, La Vieille Dame indigne, que li permet tornar a connectar amb les seves arrels a Marsella. Aquesta pel·lícula va rebre els primers premis, entre altres pel·lícules podem citar L'una i l'altra (1967), Les camisards (1972), Rude journée pour la reine (1973), Moi, Pierre Rivière, ayant égorgé ma mère, ma sœur et mon frère.... (1976) d'una adaptació d'un text de Michel Foucault, Retour à Marseille (1980), abans d'acabar la seva carrera cinematogràfica en 1991.
Va estar casat amb l'actriu Malka Ribowska i la directora Christine Laurent.

## Filmografia
- La meule (1963)
- La Vieille Dame indigne (1965)
- L'una i l'altra (1967)
- Pierre et Paul (1969)
- Els camisards (Les camisards) (1972)
- Dura jornada per a la reina (Rude journée pour la reine) (1973)
- Jo, Pierre Rivière (Moi, Pierre Rivière, ayant égorgé ma mère, ma sœur et mon frère....) (1976)
- Retour à Marseille (1980)
- L'heure exquise (1981)
- Le Matelot 512 (1984)
- Transit (1991)